# Мехмандаровы
Мехмандаровы — карабахский бекский род (Шуша, Азербайджан).

## История
Знатный род Мехмандаровых с интересной родословной имеет родственные связи включая монарха (шаха).
Род имеет достойных представителей.

## Представители
- Керим бек Мехмандаров (1854—1929) — врач, один из первых азербайджанцев, окончивших Императорскую медико-хирургическую академию в Петербурге.
- Самед бек Мехмандаров (1855—1931) — генерал от артиллерии Русской императорской армии, военный министр Азербайджанской Демократической Республики.